# Pittsburgh Steelers 2018
La stagione 2018 dei Pittsburgh Steelers è stata la 86ª della franchigia nella National Football League (NFL), la 12ª con Mike Tomlin come capo-allenatore e la 19ª con Kevin Colbert come general manager.  Dopo avere iniziato l'annata con un record di 7–2–1, gli Steelers persero 4 delle ultime 6 gare (tre delle quali contro avversarie della propria division), permettendo ai Ravens di vincere la AFC North nell'ultimo giorno di gare e saltando i playoff per la prima volta dal 2013. Questa stagione fu anche caratterizzata dallo sciopero del running back All-Pro Le'Veon Bell che non disputò alcuna partita per una disputa contrattuale.

## Scelte nel Draft 2018
| Scelte degli Steelers nel Draft 2018 |        |                   |       |                  |                  |
| Giro                                 | Scelta | Giocatore         | Ruolo | College          | Note             |
| 1                                    | 28     | Terrell Edmunds   | S     | Virginia Tech    |                  |
| 2                                    | 60     | James Washington  | WR    | Oklahoma State   |                  |
| 3                                    | 76     | Mason Rudolph     | QB    | Oklahoma State   | Da Seattle       |
| 3                                    | 92     | Chukwuma Okorafor | OT    | Western Michigan |                  |
| 5                                    | 148    | Marcus Allen      | S     | Penn State       | Da San Francisco |
| 5                                    | 165    | Jaylen Samuels    | RB    | NC State         |                  |
| 7                                    | 246    | Joshua Frazier    | DT    | Alabama          |                  |

## Staff
| Staff dei Pittsburgh Steelers nel 2018 |
| --- |
| Organi dirigenziali - Presidente - Arthur J. Rooney II - Vice Presidente - Arthur J. Rooney Jr. - Consulente amministrativo - Charles H. Noll - General manager - Kevin Colbert - Director of Football and Business Administration – Omar Khan - Football Administration Coordinator – Samir Suleiman - Direttore del personale dei giocatori – Dan Rooney Jr. - Direttore degli osservatori del college – Phil Kreidler - Assistente senior, osservatore college – Rick Reiprish - Coordinatore del personale professionistico – Brandon Hunt Capo allenatore - Mike Tomlin - Assistente capo-allenatore/Defensive Line – John Mitchell Altri allenatori - Preparatore atletico – Garrett Giemont - Assistente p.a. – Marcel Pastoor Allenatori dell'attacco - Coordinatore offensivo - Randy Fitchner - Quarterback – Randy Fichtner - Running Back – James Saxon - Wide Receiver – Richard Mann - Tight End – James Daniel - Offensive Line – Mike Munchak - Assistente offensivo – Shaun Sarrett Allenatori della difesa - Coordinatore difensivo: Keith Butler - Inside Linebacker – Jerry Olsavsky - Outside Linebacker – Joey Porter - Defensive Back – Carnell Lake - Assistente difesa – Steve Meyer Allenatori dello special team - Coordinatore dello Special Team: Danny Smith |

## Roster
| Roster dei Pittsburgh Steelers nel 2018 |
| --- |
| Quarterback - 5 Joshua Dobbs - 7 Ben Roethlisberger - 2 Mason Rudolph Running Back - 30 James Conner - 45 Roosevelt Nix FB - 22 Stevan Ridley - 38 Jaylen Samuels Wide Receiver - 84 Antonio Brown - 88 Darrius Heyward-Bey - 11 Justin Hunter - 19 JuJu Smith-Schuster - 18 Ryan Switzer RS - 13 James Washington Tight End - 85 Xavier Grimble - 81 Jesse James - 89 Vance McDonald Offensive Linemen - 69 Zach Banner T - 66 David DeCastro G - 71 Matt Feiler T - 67 B.J. Finney G/C - 73 Ramon Foster G - 77 Marcus Gilbert T - 76 Chukwuma Okorafor T - 53 Maurkice Pouncey C - 78 Alejandro Villanueva T Defensive Linemen - 94 Tyson Alualu DE - 79 Javon Hargrave NT - 97 Cameron Heyward DE - 93 Daniel McCullers NT - 91 Stephon Tuitt DE - 96 Leterrius Walton DE Linebacker - 51 Jon Bostic ILB - 56 Anthony Chickillo OLB - 48 Alvin Dupree OLB - 54 L.J. Fort ILB - 44 Tyler Matakevich ILB - 46 Matthew Thomas ILB - 90 T.J. Watt OLB - 98 Vince Williams ILB Defensive Back - 27 Marcus Allen FS - 31 Nat Berhe FS - 42 Morgan Burnett SS - 25 Artie Burns CB - 37 Jordan Dangerfield SS - 21 Sean Davis SS - 34 Terrell Edmunds FS - 23 Joe Haden CB - 28 Mike Hilton CB - 24 Coty Sensabaugh CB - 20 Cameron Sutton CB Special Team - 4 Jordan Berry P - 9 Chris Boswell K - 57 Kameron Canaday LS Lista delle riserve - 92 Olasunkanmi Adeniyi OLB (IR) - 26 Le'Veon Bell RB (Exempt) - 72 Joseph Cheek T (IR) - 39 Malik Golden SS (IR) - 65 Jerald Hawkins T (IR) - 38 Trey Johnson CB (IR) - 55 Keith Kelsey ILB (IR) - 82 Ryan Malleck TE (IR) - 80 Jake McGee TE (IR) - 17 Eli Rogers WR (PUP) - 50 Ryan Shazier ILB (PUP) Squadra di allenamento - 99 Keion Adams OLB - 29 Brian Allen CB - 40 Trey Edmunds RB - 15 Trey Griffey WR - 82 Bucky Hodges TE - 95 Lavon Hooks DE - 41 Farrington Huguenin OLB - 14 Tevin Jones WR - 62 Patrick Morris C - 64 R.J. Prince G - 49 Cristian Scotland-Williamson TE 53 attivi, 11 inattivi, 11 nella squadra di allenamento |
| Legenda - I rookie sono in corsivo. - Il primo ruolo è il principale mentre gli eventuali successivi indicano i ruoli secondari. - (IR) sta per Injured Reserve ed indica la lista ristretta per un solo giocatore infortunato che può tornare ad allenarsi dopo la settimana 6 e a rientrare in prima squadra dopo che questa ha giocato 8 partite. - (NF-Inj.) / (NF-Ill.) stanno rispettivamente per Non-Football Injured e Non-Football Illness ed indicano le liste dove viene inserito un giocatore che ha un infortunio o una malattia non dipendente dal football americano. - (PUP) sta per Physically Unable to Perform ed indica la lista dove viene inserito un giocatore mentre è in attesa di recuperare la condizione fisica. Nella stagione regolare dopo la sesta partita giocata dalla propria squadra, il giocatore ha tempo tre settimane per riprendere ad allenarsi, più tre settimane aggiuntive dal suo rientro agli allenamenti per rientrare in prima squadra. |

## Calendario

### Stagione regolare
Il calendario della stagione è stato annunciato il 19 aprile 2018.
| Stagione regolare |                         |                    |                    |                                 |                    |
| Turno             | Avversario              | Risultato          | Record             | Stadio                          | Sintesi            |
| 1                 | at Cleveland Browns     | P 21–21 dts        | 0–0–1              | FirstEnergy Stadium             | Recap              |
| 2                 | Kansas City Chiefs      | S 37–42            | 0–1–1              | Heinz Field                     | Recap              |
| 3                 | at Tampa Bay Buccaneers | V 30–27            | 1–1–1              | Raymond James Stadium           | Recap              |
| 4                 | Baltimore Ravens        | S 14–26            | 1–2–1              | Heinz Field                     | Recap              |
| 5                 | Atlanta Falcons         | V 41–17            | 2–2–1              | Heinz Field                     | Recap              |
| 6                 | at Cincinnati Bengals   | V 28–21            | 3–2–1              | Paul Brown Stadium              | Recap              |
| 7                 | Settimana di pausa      | Settimana di pausa | Settimana di pausa | Settimana di pausa              | Settimana di pausa |
| 8                 | Cleveland Browns        | V 33–18            | 4–2–1              | Heinz Field                     | Recap              |
| 9                 | at Baltimore Ravens     | V 23–16            | 5–2–1              | M&T Bank Stadium                | Recap              |
| 10                | Carolina Panthers       | V 52–21            | 6–2–1              | Heinz Field                     | Recap              |
| 11                | at Jacksonville Jaguars | V 20–16            | 7–2–1              | TIAA Bank Field                 | Recap              |
| 12                | at Denver Broncos       | S 17–24            | 7–3–1              | Broncos Stadium at Mile High    | Recap              |
| 13                | Los Angeles Chargers    | S 30–33            | 7–4–1              | Heinz Field                     | Recap              |
| 14                | at Oakland Raiders      | S 21–24            | 7–5–1              | Oakland–Alameda County Coliseum | Recap              |
| 15                | New England Patriots    | V 17–10            | 8–5–1              | Heinz Field                     | Recap              |
| 16                | at New Orleans Saints   | S 28–31            | 8–6–1              | Mercedes-Benz Superdome         | Recap              |
| 17                | Cincinnati Bengals      | V 16–13            | 9–6–1              | Heinz Field                     | Recap              |

Note
- Gli avversari della propria division sono in grassetto.

## Classifiche

### Division
| AFC North            | AFC North | AFC North | AFC North | AFC North                   | AFC North | AFC North | AFC North | AFC North |
| vedi • disc. • mod.  | V         | S         | P         | PCT                         | DIV       | CONF      | PF        | PS        |
| -------------------- | --------- | --------- | --------- | --------------------------- | --------- | --------- | --------- | --------- |
| Pittsburgh Steelers  | 8         | 6         | 1         | Template:Winning percentage | 3–1–1     | 5–5–1     | 384       | 316       |
| Baltimore Ravens     | 10        | 6         | 0         | Template:Winning percentage | 2–3       | 7–4       | 363       | 263       |
| Cleveland Browns †   | 7         | 8         | 1         | Template:Winning percentage | 2–1–1     | 4–5–1     | 309       | 348       |
| Cincinnati Bengals † | 6         | 8         | 0         | Template:Winning percentage | 1–3       | 4–6       | 337       | 413       |

### Conference
| American Football Conference           | American Football Conference | American Football Conference | American Football Conference | American Football Conference | American Football Conference | American Football Conference | American Football Conference | American Football Conference | American Football Conference | American Football Conference |
| Pos.                                   | Squadra                      | Division                     | V                            | S                            | P                            | PCT                          | DIV                          | CONF                         | SOS                          | SOV                          |
| -------------------------------------- | ---------------------------- | ---------------------------- | ---------------------------- | ---------------------------- | ---------------------------- | ---------------------------- | ---------------------------- | ---------------------------- | ---------------------------- | ---------------------------- |
| Capolista di Division                  |                              |                              |                              |                              |                              |                              |                              |                              |                              |                              |
| 1                                      | Kansas City Chiefs           | West                         | 12                           | 4                            | 0                            | .750                         | 5–1                          | 10–2                         | .480                         | .401                         |
| 2                                      | New England Patriots         | East                         | 11                           | 5                            | 0                            | .688                         | 5–1                          | 8–4                          | .482                         | .494                         |
| 3                                      | Houston Texans               | South                        | 11                           | 5                            | 0                            | .688                         | 4–2                          | 9–3                          | .471                         | .435                         |
| 4                                      | Baltimore Ravens             | North                        | 10                           | 6                            | 0                            | .625                         | 3–3                          | 8–4                          | .496                         | .450                         |
| Wild Card                              |                              |                              |                              |                              |                              |                              |                              |                              |                              |                              |
| 5                                      | Los Angeles Chargers         | West                         | 12                           | 4                            | 0                            | .750                         | 4–2                          | 9–3                          | .477                         | .422                         |
| 6                                      | Indianapolis Colts           | South                        | 10                           | 6                            | 0                            | .625                         | 4–2                          | 7–5                          | .465                         | .456                         |
| Non qualificati per i play-off         |                              |                              |                              |                              |                              |                              |                              |                              |                              |                              |
| 7                                      | Pittsburgh Steelers          | North                        | 9                            | 6                            | 1                            | .594                         | 4–1–1                        | 6–5–1                        | .504                         | .448                         |
| 8                                      | Tennessee Titans             | South                        | 9                            | 7                            | 0                            | .563                         | 3–3                          | 5–7                          | .520                         | .465                         |
| 9                                      | Cleveland Browns             | North                        | 7                            | 8                            | 1                            | .469                         | 3–2–1                        | 5–6–1                        | .516                         | .411                         |
| 10                                     | Miami Dolphins               | East                         | 7                            | 9                            | 0                            | .438                         | 4–2                          | 6–6                          | .469                         | .446                         |
| 11                                     | Denver Broncos               | West                         | 6                            | 10                           | 0                            | .375                         | 2–4                          | 4–8                          | .523                         | .464                         |
| 12                                     | Cincinnati Bengals           | North                        | 6                            | 10                           | 0                            | .375                         | 1–5                          | 4–8                          | .535                         | .448                         |
| 13                                     | Buffalo Bills                | East                         | 6                            | 10                           | 0                            | .375                         | 2–4                          | 4–8                          | .523                         | .411                         |
| 14                                     | Jacksonville Jaguars         | South                        | 5                            | 11                           | 0                            | .313                         | 1–5                          | 4–8                          | .549                         | .463                         |
| 15                                     | New York Jets                | East                         | 4                            | 12                           | 0                            | .250                         | 1–5                          | 3–9                          | .506                         | .438                         |
| 16                                     | Oakland Raiders              | West                         | 4                            | 12                           | 0                            | .250                         | 1–5                          | 3–9                          | .547                         | .406                         |
| Criteri di spareggio                   |                              |                              |                              |                              |                              |                              |                              |                              |                              |                              |
| 1. 2. 3. 4. 5. 6. 7. 8. 9. 10.         |                              |                              |                              |                              |                              |                              |                              |                              |                              |                              |
| Legenda                                |                              |                              |                              |                              |                              |                              |                              |                              |                              |                              |
| w — wild card ottenuta                 |                              |                              |                              |                              |                              |                              |                              |                              |                              |                              |
| x — partecipazione ai playoff ottenuta |                              |                              |                              |                              |                              |                              |                              |                              |                              |                              |
| y — campioni di division               |                              |                              |                              |                              |                              |                              |                              |                              |                              |                              |
| z — salto del primo turno di play-off  |                              |                              |                              |                              |                              |                              |                              |                              |                              |                              |
| * — vantaggio del campo ottenuto       |                              |                              |                              |                              |                              |                              |                              |                              |                              |                              |

## Premi

### Premi settimanali e mensili
- T.J. Watt:

difensore della AFC della settimana 1
difensore della AFC della settimana 5
- James Conner:

running back della settimana 1
giocatore offensivo della AFC della settimana 8
giocatore offensivo della AFC del mese di ottobre
running back della settimana 8
- Ben Roethlisberger:

giocatore offensivo della AFC della settimana 3
giocatore offensivo della AFC della settimana 10
- Joe Haden:

difensore della AFC della settimana 15
- Jaylen Samuels:

rookie della settimana 15